# Maria Andrejczyková
Maria Magdalena Andrejczyková (* 9. března 1996 Suwałki) je polská oštěpařka, členka klubu LUKS Hańcza Suwałki.
Na mistrovství světa juniorů v atletice 2014 obsadila páté místo a vyhrála na mistrovství Evropy juniorů v atletice 2015. Při své první účasti na olympiádě v roce 2016 vyhrála kvalifikaci výkonem 67,11 m, ve finále však hodila jen 64,78 m a skončila čtvrtá. V závěru roku získala cenu časopisu Przegląd Sportowy pro největší talent polského sportu.
Sezóny 2017 a 2018 ze zdravotních důvodů vynechala.
Na Evropském vrhačském poháru ve Splitu 9. května 2021 vytvořila svůj osobní rekord 71,40 m, který se stal třetím nejlepším výkonem všech dob.
Na Letních olympijských hrách 2020 získala stříbrnou medaili finálovým výkonem 64,61 m ve druhém pokusu a za vítěznou Číňankou Liou Š'-jing zaostala téměř o dva metry. Po olympiádě věnovala svoji medaili do dražby, jejíž výtěžek má být použit na srdeční operaci osmiměsíčního Milosze Malysy.
Vystudovala anglickou a ruskou filologii na Univerzitě v Białystoku. Jejím přítelem je trenér Marcin Rosengarten.